# Purujosa
Purujosa (aragónul Purullosa) település Spanyolországban,  Zaragoza tartományban. Purujosa Añón de Moncayo, Calcena, Borobia és Beratón községekkel határos. Lakosainak száma 29 fő (2024).

## Népesség
A település népessége az utóbbi években az alábbiak szerint változott:
| Lakosok száma | 39   | 59   | 50   | 48   | 40   | 39   | 37   | 35   | 27   | 29   |
|               | 2001 | 2004 | 2007 | 2009 | 2012 | 2014 | 2017 | 2019 | 2022 | 2024 |